# Veliki komet iz leta 1468
Véliki komet iz leta 1468 (oznaka C/1468 Y1) je komet, ki so ga opazili  22. septembra v letu 1468 .
Opazovali so ga lahko 51 dni. Zadnji dan opazovanja je bil 11. novembra 1468.
Njegova tirnica je bila parabolična, njen naklon pa 138°. Prisončje se je nahajalo na oddaljenosti 0,85 a.e. od Sonca.  Skozi prisončje je letel 17. oktobra 1468 .